# 유관 (동양애후)
유관(劉寬, ? ~ ?)은 전한 후기의 제후로, 광천유왕의 아들이다.

## 행적
본시 3년(기원전 71년), 동양후(東襄侯)에 봉해졌다. 시호를 애(愛)라 하였고, 아들 유사친이 작위를 이었다.

## 출전
- 반고, 《한서》 권15하 왕자후표 下

| 선대 (첫 봉건) | 전한의 동양후 기원전 71년 4월 임신일 ~ ? | 후대 아들 유사친 |